# منتخب تركيا لكرة الطائرة للسيدات
فريق كرة الطائرة القومي للسيدات في تركيا هو فريق يمثل تركيا في بطولات كرة الطائرة العالمية للسيدات، والذي يديره الاتحاد التركي لكرة الطائرة. واعتباراً من 23 يناير 2013، قد احتل المركز السابع في الترتيب العالمي للاتحاد الدولي للكرة الطائرة.

## نبذة تاريخية
اكتشف الأمريكي (ويليام مورجان) لعبة كرة الطائرة في الولايات المتحدة الأمريكية عام 1895. أما دخولها الي تركيا، فكانت في أيام الهدنة التي عقبتها الحرب العالمية الأولي. أما تاريخ تأسيس الاتحاد الفيدرالي لكرة الطائرة، فهو عام 1958. وسابقاً أدرجت كرة الطائرة مع كرة السلة و كرة اليد تحت اسم (الاتحاد الفيدرالي للألعاب الرياضية). وكان أول رئيس للاتحاد الفيدرالي لكرة الطائرة، وحيد تشولاكو أوغلو.
وفي عام 1957، لعب الفريق القومي التركي مباراته الأولي، في (مبارايات إسطنبول العالمية) ضد روسيا، بفرقته التي تكونت من أيتن صالح (كابتن الفريق)، نظمية كور، جونش تشابا، ساطا ياغجي أوغلو، أومران أوقاي، سيراي أرجا، فاطمة أجانن، جولتيشن أر أوغلو، طومريس جوكصان، نازين موتيباش. أما أول فوز له فاز به أمام ألمانيا الغربية في 22 يونيو 1961 بنتيجة 3-2.
ولم يسجل الفريق القومي التركي أي نجاح عالمي آخر حتي عام 2003. وشارك للمرة الأولي في بطولة العالم لعام 2006، واستطاع أن يحصل علي المركز العاشر. كما شارك مرة واحدة في كأس العالم لعام 2003 وكان في المركز السابع.
وشارك في بطولة جراند بريكس العالمية لكرة الطائرة 2008، فحاز علي الميدالية البرونزية مشاركاً أيضاً في نهائيات جراند بريكس العالمية لكرة الطائرة 2012، بعد أن حصل علي الترتيب السابع. وعزز هذا النجاح صعوده الي المركز السادس للمرة الأولي في التصنيف العالمي. وعقب دورة الألعاب الأولمبية صيف 2012، هبط المنتخب خلف روسيا، وأنهي عام 2012 في المركز السابع. وأضاعت تركيا فرصتها الأخيرة في بطولة جراند بريكس العالمية لكرة الطائرة 2013، عندما هزمتها إيطاليا بنتيجة 3-2، فأضاعت بذك فرصتها في البقاء للدور السداسي النهائي كونها في المركز الخامس، وأصبحت في المركز الثامن.
واستحق المنتخب القومي التركي للمرة الأولي، اشتراكه في دورة الألعاب الأولمبية كونه البطل في تصفيات أولمبياد قارة أوروبا التي نظمت في أنقرة عام 2012. وأصبحت بذلك في المركز التاسع.
وأكثر البطولات التي شارك فيها المنتخب القومي التركي، هي بطولة أوروبا. اشتركت تركيا 9 مرات في بطولات أوروبا، ولعبت المباراة النهائية في البطولة التي أقيمت في أنقرة في عام 2003.وهذا يكون النجاح الأكبر في تاريخ كرة الطائرة التركية.
شارك المنتخب القومي التركي للمرة الأولي في بطولة أوروبا التي نظمت في رومانيا لعام 1963. تركيا التي خسرت ثلاث مبارايات هناك، قد فازت في ثلاث مبارايات، وحصلت علي المركز العاشر بين 13 فريقاً. وأقيمت في تركيا البطولة التالية في عام 1967، وحصلت تركيا علي المركز الثاني عشر بين 15 فريقاً بسبب هزيمتها خمس مرات وفوزها ثلاث مرات. لكن بعد ذلك، استطاع فريق كرة القدم القومي للسيدات في تركيا، الاقتراب الي فرصة الاشتراك في بطولة أوروبا من جديد في عام 1981. لكنه حصل علي فرصة تأهله فقط، وخسر في كل مباريات البطولة التي أقيمت في بلغاريا، وبذلك أصبح في المركز الأخير بين 12 فريقاً. منتخب كرة الطائرة للسيدات في تركيا الذي شارك في البطولة التي أقيمت في ألمانيا الغربية عام 1989، قد حصل علي المركز الحادي عشر من بين 12 فريقاً، عندما فاز في مباراتين فقط لعبها أمام فنلندا من أصل سبع مباريات قد لعبها. وظلت تركيا في المركز الأخير بفارق الأهداف بين 12 فريقاً، عندما خسرت كل مبارياتها في بطولة أوروبا لكرة الطائرة 1995 التي أقيمت في هولندا.
وكانت بطولة أوروبا لكرة الطائرة 2003، هي البطولة الثانية التي أقيمت في تركيا بعد 36 عاماً. فازت تركيا في مبارياتها بنتيجة 3-0 ضد رومانيا، وصربيا، وكراداغ، وروسيا، وسلوفاكيا، التي لعبتها في أنقرة، وأصبحت في المركز الثاني من مجموعنها عندما هزمت ألمانيا بنتيجة 3-2، ووصلت للدور النصف النهائي. وصعدت تركيا للدور النهائي، عندما هزمت هولندا بنتيجة 3-0 في الدور النصف النهائي. فالمنتخب القومي التركي الذي هزم بولندا بنتيجة 3-0 في الدور النهائي، أصبح بذلك الثاني أوربياً. وبذلك تذكر هذه المجموعة التي سجلت النجاح الأكبر في التاريخ، في تاريخ كرة الطائرة التركية.
وفي بطولة أوروبا لكرة الطائرة للسيدات 2003، كانت توجد هؤلاء اللاعبات في تشكيلة الفريق القومي التركي: بهار مرت، أسرا جوموش، سينام أقب، أوزلم أوزتشاليك، أيسون أوزبك، ناتاليا هاني أوغلو، مسعودة كويان، بالين تشاليك، تشيغدم جان رانصا، جولدن كايالار، سدا قوكاطلي أوغلو، و نسليهان دمير دارنل. وقد تولي تدريب المنتخب التركي خالد رشيد يازيجي أوغوللاري.
في عام 2005، دخل المنتخب القومي التركي للمرة الأولي، في بطولة أوروبا من دون لعب تصفيات. وفي هذه البطولة التي أقيمت في كرواتيا، استقر المنتخب التركي عند المركز السادس من بين 12 فريقاً، عندما هُزم في 4 مباريات وفاز في 3 مباريات. وأقيمت البطولة التالية في 2007 في بلجيكا و لوكسمبورغ. تركيا التي شاركت أيضاً في هذه البطولة من دون لعب مباريات تصفية، حصلت علي فوزين وأربعة هزائم، واستطاعت أن تكون في المركز العاشر من بين 16 فرقة.
واضطر المنتخب القومي التركي الي لعب تصفيات من جديد من بعد عام 2001 من أل امكانية المشاركة في بطولة أوروبا 2009. استحق الفريق القومي الذي أصبح في المجموعة F مع إسرائيل، اليونان، وكراداغ، أن يشارك في هذه البطولة. وأنهي مجموعته في المركز الأول برصيد 11 نقطة بفوزره خمس مرات، وهزيمة واحدة فقط في ختام مباريات التصفيات التي أقيمت في يانيتسا ونتانيا. ووضع المنتخب القومي في المجموعة B مع إيطاليا، ألمانيا، وفرنسا في بطولة أوروبا 2009 التي أقيمت في بولندا. وقد تأهل الي مجموعات الدور الثاني كونه ثالث مجموعته، بعد أن فاز علي فرنسا بنتيجة 3-0، و إيطاليا بنتيجة 3-0، وعندما فاز أيضاً في مباراة ألمانيا  بنتيجة 3-2. تركيا التي وضعت في المجموعة F، حصلت علي المركز الثالث في مجموعتها، عندما هزمت صربيا 3-1 ، وأذربيجان 3-1 ، وجمهورية التشيك 3-1 ، لكن أضاعت فرصة تأهله للدور النصف النهائي. ومن خلال ترتيبها بين الفرق التي تاهلت للنصف النهائي، أصبحت في المركز الخامس في التصنيف الذي فعل ملاحظاً لقارق نقاطها في وضعها ورقمها. أما في بطولة أوروبا 2011، فكانت تركيا الثالثة أوربياً التي تحصل علي الميدالية الثانية في تاريخ بطولات أوروبا. وفي عام 2010، في بطولة العالم لكرة الطائرة للسيدات، كان فريقنا الوطني في المركز السادس عالمياً، وبذلك حقق أحد أكبر الانجازات في تاريخنا.

## النقاط التي أخذتها في المسابقات العالمية

### بطولة العالم
| العام        | المركز | فوز | خسارة |
| ------------ | ------ | --- | ----- |
| 2006 اليابان | العاشر | 5   | 6     |
| 2010 اليابان | السادس | 7   | 7     |
| الاجمالي     | 16/2   | 12  | 13    |

### كأس العالم
| العام        | المركز | فوز | خسارة |
| ------------ | ------ | --- | ----- |
| 2003 اليابان | السابع | 5   | 6     |
| المجموع      | 10/1   | 5   | 6     |

### جراند بريكس العالمية
| العام                      | المركز | فوز | خسارة |
| -------------------------- | ------ | --- | ----- |
| 2008 اليابان               | السابع | 4   | 5     |
| 2012 جمهورية الصين الشعبية | الثالث | 10  | 4     |
| 2013 اليابان               | الثامن | 6   | 3     |
| المجموع                    | 20/2   | 20  | 12    |

### الدوري الأوروبي لكرة الطائرة
| العام   | المركز | فوز | خسارة |
| ------- | ------ | --- | ----- |
| 2009    | الثاني | 11  | 3     |
| 2010    | الثالث | 10  | 5     |
| 2011    | الثاني | 11  | 3     |
| المجموع | 3/3    | 32  | 11    |

### بطولة أوروبا
| العام                 | المركز     | فوز | هزيمة |
| --------------------- | ---------- | --- | ----- |
| 1963 رومانيا          | العاشر     | 3   | 3     |
| 1967 تركيا            | الثاني عشر | 3   | 5     |
| 1981 بلغاريا          | الثاني عشر | 0   | 7     |
| 1989 ألمانيا          | الحادي عشر | 2   | 5     |
| 1995 هولندا           | الحادي عشر | 0   | 5     |
| 2003 تركيا            | الثاني     | 5   | 2     |
| 2005 كرواتيا          | السادس     | 3   | 4     |
| 2007 بلجيكا/لوكسمبورغ | العاشر     | 2   | 4     |
| 2009 بولندا           | الخامس     | 4   | 2     |
| 2011 صربيا/إيطاليا    | الثالث     | 5   | 2     |
| 2013 ألمانيا/سويسرا   | السابع     | 3   | 2     |
| المجموع               | 28/12      | 30  | 41    |

### ألعاب البحر الأبيض المتوسط
| العام                                       | المركز     | فوز | هزيمة |
| ------------------------------------------- | ---------- | --- | ----- |
| 1975 الجزائر                                | الثالث     | 2   | 2     |
| 1979 جمهورية يوغسلافيا الاشتراكية الاتحادية | الرابع     | 2   | 3     |
| 1983 فاس                                    | الخامس     | 2   | 2     |
| 1987 سوريا                                  | الثاني     | 4   | 1     |
| 1991 اليونان                                | الثاني     | 2   | 1     |
| 1993 فرنسا                                  | الثالث     | 3   | 2     |
| 1997 إيطاليا                                | الثاني     | 4   | 1     |
| 2001 تونس                                   | الثاني     | 4   | 1     |
| 2005 إسبانيا                                | الأول      | 5   | 0     |
| 2009 إيطاليا                                | الثاني     | 4   | 1     |
| 2013 تركيا                                  | الثاني     | 3   | 1     |
| الاجمالي                                    | 9 ميداليات | 35  | 12    |

### دورة الألعاب الأولمبية
حصل المنتخب القومي التركي علي حق المشاركة في دورة الألعاب الأولمبية 2012، كونه البطل في التصفيات الأولمبية في قارة أوروبا والتي أقيمت في أنقرة للمرة الأولي من 1-6 مايو 2012. ووضعت الدول الإثني عشر في مجموعتين، كلو واحدة بها ستة فرق، فوضعت تركيا في المجموعة B التي توجد بها كل الفرق الواثقة من نفسها تقريباً.وأصبحت تركيا في المركز الخامس بفارق ضئيل كونها غلبت مباراتين وهُزمت في ثلاث، ولم تستطع اليقاء من بين أول ثمانية فرق. واحتل الفريق القومي المركز التاسع في الترتيب العام.
| العام                           | المركز | فوز | هزيمة |
| ------------------------------- | ------ | --- | ----- |
| 2012 المملكة المتحدة البريطانية | التاسع | 2   | 3     |
| الاجمالي                        | 13/1   | 2   | 3     |

#### تشكيلة الفريق المشاركة في أولمبياد لندن 2011
| الرقم | الاسم                        | المركز      | النادي                               |
| ----- | ---------------------------- | ----------- | ------------------------------------ |
| 2     | جولدن كايالار كوزوباشي أوغلو | مدافعة      | فريق أجزاجيباشي لكرة الطائرة للسيدات |
| 3     | جيزام جوراشن                 | مدافعة      | واقيف بانك تورك تليكوم               |
| 6     | بولان أوصلو بهلوان           | ممررة للعكس | واقيف بانك تورك تليكوم               |
| 8     | بهار طوكصوي                  | لاعبة وسط   | واقيف بانك تورك تليكوم               |
| 9     | أوزجا قيردار تشمبرجي         | ممررة       | فريق أجزاجيباشي لكرة الطائرة للسيدات |
| 10    | جوزدا قيردار صونصيرما        | مهاجمة      | واقيف بانك تورك تليكوم               |
| 11    | ناظ آيدمير                   | ممررة       | واقيف بانك تورك تليكوم               |
| 12    | أسرا جوموش                   | مهاجمة      | فريق أجزاجيباشي لكرة الطائرة للسيدات |
| 13    | ناريمان أوزصوي               | مهاجمة      | غلطة سراي                            |
| 14    | أضا أردم                     | لاعبة وسط   | فنربهتشا                             |
| 17    | نصليحان دارنل                | ممررة للعكس | فريق أجزاجيباشي لكرة الطائرة للسيدات |
| 20    | بشري جانسو                   | مهاجمة      | فريق أجزاجيباشي لكرة الطائرة للسيدات |

## قائمة الجهاز الفني
- المدير: نيلوفر شيمونسكي
-المدرب الإيطالي: ماسيمو باربوليني
-المدرب المساعد: ألبر أردوغوتش
-المدرب المساعد: بولنت جونش
-المدرب الإحصائي: يونس أوجال
-أخصائي العلاج الطبيعي: مسعود سلامي
-الدكتور: إبراهيم يانميش